# Futebol Clube do Porto 2011-2012
Questa pagina raccoglie i dati riguardanti il Futebol Clube do Porto nelle competizioni ufficiali della stagione 2011-2012.

## Stagione
La nuova stagione della squadra portoghese si apre con la partenza dell'allenatore André Villas-Boas verso gli inglesi del Chelsea, guida del Porto alla conquista durante lo scorso anno di un Triplete composto da Primeira Liga, Coppa di Portogallo e Europa League. Nonostante ciò, l'arrivo di Vítor Pereira sulla panchina dei Dragões rende questa serie di trionfi un Quadruple grazie alla conquista della Supercoppa di Portogallo, vinta per 2-1 (doppietta del difensore Rolando) contro il Vitória Guimarães.
Il 14 gennaio 2012 il Porto chiude il girone d'andata di 15 giornate imbattuto e al 2º posto dietro al Benfica con un bilancio di 11 vittorie, 4 pareggi, 34 gol fatti e 8 reti subite.
Essendo campione di Portogallo, il Porto accede direttamente alla fase a gironi di UEFA Champions League, venendo sorteggiato nello stesso gruppo assieme a Šachtar, Zenit e APOEL. I portoghesi vengono eliminati dalla competizione come terzi nel Gruppo G, avendo ottenuto doppia vittoria con gli ucraini (2-1 in casa, 2-0 in trasferta), sconfitta esterna e pareggio interno con russi (3-1, 0-0) e ciprioti (2-1, 1-1). La retrocessione in Europa League li porta a sfidare gli inglesi del Manchester City, anch'essi reduci da un terzo posto nella maggiore coppa europea, nei sedicesimi di finale: saranno questi ultimi a prevalere e a eliminare definitivamente dai tornei europei il Porto, con la doppia vittoria in trasferta a Porto (1-2) e in casa (4-0).
In Taça de Portugal, dopo un largo trionfo sul Pero Pinheiro (8-0), i tripeiros escono anche dall'ultima competizione rimasta oltre al campionato, a causa della sconfitta per 3-0 nel quarto turno a vantaggio dell'Académica de Coimbra.

## Maglie e Sponsor
| Casa | Casa 2 | Trasferta | Terza Maglia | Terza Maglia 2 |

| 1ª portiere | 2ª portiere | 3ª portiere |

## Rosa
Rosa e numerazione aggiornate al 31 gennaio 2012.
| N. |                       | Ruolo | Calciatore         |
| -- | --------------------- | ----- | ------------------ |
| 1  | Brasile (bandiera)    | P     | Hélton (capitano)  |
| 2  | Brasile (bandiera)    | D     | Danilo             |
| 3  | Argentina (bandiera)  | C     | Lucho González     |
| 4  | Brasile (bandiera)    | D     | Maicon             |
| 5  | Uruguay (bandiera)    | D     | Álvaro Pereira     |
| 8  | Portogallo (bandiera) | C     | João Moutinho      |
| 10 | Uruguay (bandiera)    | A     | Cristian Rodríguez |
| 11 | Brasile (bandiera)    | A     | Kléber             |
| 12 | Brasile (bandiera)    | A     | Hulk               |
| 14 | Portogallo (bandiera) | D     | Rolando            |
| 15 | Portogallo (bandiera) | D     | Rafa               |
| 17 | Portogallo (bandiera) | A     | Silvestre Varela   |
| 19 | Colombia (bandiera)   | A     | James              |

| N. |                      | Ruolo | Calciatore        |  |
| -- | -------------------- | ----- | ----------------- |  |
| 20 | Angola (bandiera)    | A     | Djalma            |  |
| 21 | Romania (bandiera)   | D     | Cristian Săpunaru |  |
| 22 | Francia (bandiera)   | D     | Eliaquim Mangala  |  |
| 23 | Brasile (bandiera)   | C     | Souza             |  |
| 25 | Brasile (bandiera)   | C     | Fernando          |  |
| 26 | Brasile (bandiera)   | D     | Alex Sandro       |  |
| 27 | Argentina (bandiera) | A     | Juan Iturbe       |  |
| 29 | Austria (bandiera)   | A     | Marc Janko        |  |
| 30 | Argentina (bandiera) | D     | Nicolás Otamendi  |  |
| 31 | Brasile (bandiera)   | P     | Rafael Bracalli   |  |
| 35 | Belgio (bandiera)    | C     | Steven Defour     |  |
| 41 | Angola (bandiera)    | P     | Kadú              |  |

## Calciomercato

### Sessione estiva(dal 1/7 al 31/8)
| Acquisti | Acquisti           | Acquisti       | Acquisti      |
| R.       | Nome               | da             | Modalità      |
| -------- | ------------------ | -------------- | ------------- |
| P        | Rafael Bracalli    | Nacional       | svincolato    |
| D        | Bura               | Paços Ferreira | fine prestito |
| D        | David Addy         | Académica      | fine prestito |
| D        | André Pinto        | Portimonense   | fine prestito |
| D        | Miguel Lopes       | Real Betis     | fine prestito |
| D        | Alex Sandro        | Dep. Maldonado | definitivo    |
| D        | Eliaquim Mangala   | Standard Liegi | definitivo    |
| C        | Steven Defour      | Standard Liegi | definitivo    |
| C        | Danilo             | Santos         | definitivo    |
| C        | Kelvin             | Paraná         | definitivo    |
| C        | Soares             | Portimonense   | fine prestito |
| C        | Sérgio Oliveira    | Beira-Mar      | fine prestito |
| C        | Sebastián Prediger | Colón (SF)     | fine prestito |
| A        | Juan Manuel Iturbe | Cerro Porteño  | definitivo    |
| A        | Thibaut Vion       | Metz           | definitivo    |
| A        | Kléber             | Marítimo       | definitivo    |
| A        | Djalma Campos      | Marítimo       | svincolato    |
| A        | Diogo Viana        | Desp. Aves     | fine prestito |
| A        | Rui Pedro          | Leixões        | fine prestito |

| Cessioni | Cessioni              | Cessioni          | Cessioni   |
| R.       | Nome                  | a                 | Modalità   |
| -------- | --------------------- | ----------------- | ---------- |
| P        | Paweł Kieszek         | Roda JC           | prestito   |
| P        | Beto                  | CFR Cluj          | prestito   |
| P        | Hugo Ventura          | Olhanense         | prestito   |
| D        | André Pinto           | Olhanense         | prestito   |
| D        | Abdoulaye Ba          | Académica         | prestito   |
| D        | Ivo Pinto             | União Leiria      | prestito   |
| D        | Henrique Sereno       | Colonia           | prestito   |
| D        | David Addy            | Panaitōlikos      | prestito   |
| D        | Bura                  | Beira-Mar         | prestito   |
| C        | Pedro Moreira         | Gil Vicente       | prestito   |
| C        | Edú                   | Trofense          | prestito   |
| C        | David Bruno           | Trofense          | prestito   |
| C        | Sérgio Oliveira       | Malines           | prestito   |
| C        | Soares                | Recreativo Huelva | prestito   |
| C        | Kelvin                | Rio Ave           | prestito   |
| C        | Christian Atsu        | Rio Ave           | prestito   |
| C        | André Castro          | Sporting Gijón    | prestito   |
| C        | Danilo                | Santos            | prestito   |
| C        | Tomás Costa           | Colón (SF)        | svincolato |
| C        | Ricardo Jorge Dias    | Beira-Mar         | svincolato |
| C        | Mariano González      | Estudiantes (LP)  | svincolato |
| C        | Josué                 | Paços Ferreira    | svincolato |
| C        | Rúben Micael          | Atlético Madrid   | definitivo |
| A        | Radamel Falcao García | Atlético Madrid   | definitivo |
| A        | Kalidou Coulibaly     | Gil Vicente       | definitivo |
| A        | Ukra                  | Braga             | prestito   |
| A        | Diogo Viana           | Penafiel          | prestito   |
| A        | Rabiola               | Olhanense         | svincolato |
| A        | Jorge Chula           | União Leiria      | svincolato |
| A        | Rui Pedro             | CFR Cluj          | svincolato |
| A        | Orlando Sá            | Fulham            | svincolato |

### Sessione invernale(dal 3/1 al 31/1)
| Acquisti | Acquisti           | Acquisti            | Acquisti      |
| R.       | Nome               | da                  | Modalità      |
| -------- | ------------------ | ------------------- | ------------- |
| C        | Sérgio Oliveira    | Malines             | fine prestito |
| C        | Soares             | Recreativo Huelva   | fine prestito |
| C        | Danilo             | Santos              | fine prestito |
| C        | Sebastián Prediger | Colón (SF)          | fine prestito |
| C        | Lucho González     | Olympique Marsiglia | svincolato    |
| A        | Marc Janko         | Twente              | definitivo    |

| Cessioni | Cessioni           | Cessioni   | Cessioni   |
| R.       | Nome               | a          | Modalità   |
| -------- | ------------------ | ---------- | ---------- |
| D        | Jorge Fucile       | Santos     | prestito   |
| D        | Miguel Lopes       | Braga      | prestito   |
| C        | Sérgio Oliveira    | Penafiel   | prestito   |
| C        | Fredy Guarín       | Inter      | prestito   |
| C        | Sebastián Prediger | Colón (SF) | definitivo |
| C        | Fernando Belluschi | Genoa      | prestito   |
| C        | Soares             | Arouca     | prestito   |
| C        | Souza              | Grêmio     | prestito   |
| A        | Walter             | Cruzeiro   | prestito   |

## Risultati

### Campionato

#### Girone di andata
| Arbitro: | Benquerença |

|  |           |                   |
|  | Marcatori | 45+1’ (rig.) Hulk |

| Arbitro: | Rui Silva |

|                                  |           |                  |
| Hulk 11’ (rig.) 50’ Săpunaru 16’ | Marcatori | 3’ (rig.) Vilela |

| Arbitro: | Cosme Machado |

|                        |           |                                               |
| Almeida 51’ Gaúcho 78’ | Marcatori | 28’ 56’ Rodríguez 36’ 74’ Kléber 90+1’ Varela |

| Arbitro: | Ferreira |

|                                          |           |  |
| Moutinho 53’ Rodríguez 76’ Belluschi 88’ | Marcatori |  |

| Santa Maria da Feira 18 settembre 2011, ore 19:15 WET 5ª giornata | Feirense        | 0 – 0 referto | Porto | Estádio Marcolino de Castro (8.872 spett.)\| Arbitro: \| Bruno Alexandre \| |
| Arbitro:                                                          | Bruno Alexandre |               |       |                                                                             |

| Arbitro: | Jorge Sousa |

|                         |           |                        |
| Kléber 37’ Otamendi 51’ | Marcatori | 47’ Cardozo 82’ Gaitán |

| Arbitro: | Paulo Baptista |

|  |           |                                     |
|  | Marcatori | 26’ Walter 32’ Rodríguez 59’ Guarín |

| Arbitro: | Cosme Machado |

|                                                          |           |  |
| Defour 24’ Walter 40’ Săpunaru 67’ Kléber 90’ Hulk 90+2’ | Marcatori |  |

| Arbitro: | Hugo Miguel |

|                                              |           |  |
| Melgarejo 45’ (aut.) Kléber 64’ Moutinho 84’ | Marcatori |  |

| Olhão 7 novembre 2011, ore 20:30 WET 10ª giornata | Olhanense | 0 – 0 | Porto | Estádio José Arcanjo (3 275 spett.) |

| Arbitro: | Artur Soares Dias |

|                          |           |                        |
| Hulk 37’, 78’ Kléber 82’ | Marcatori | 89’ (rig.), 90+3’ Lima |

| Aveiro 27 novembre 2011, ore 18:30 WET 12ª giornata                   | Beira-Mar | 1 – 2                     | Porto | Estádio Municipal de Aveiro (4 628 spett.) |
| \| \| \| \| \| Zhang 33’ \| Marcatori \| 40’ J. Rodríguez 58’ Hulk \| |           |                           |       |                                            |
|                                                                       |           |                           |       |                                            |
| Zhang 33’                                                             | Marcatori | 40’ J. Rodríguez 58’ Hulk |       |                                            |

### Supercoppa di Portogallo
| Arbitro: | Proença |

|                |           |             |
| Rolando 4’ 41’ | Marcatori | 33’ Toscano |

### Supercoppa UEFA
| Arbitro: | Kuipers |

|                        |           |  |
| Messi 39’ Fàbregas 88’ | Marcatori |  |

### UEFA Champions League

#### Fase a gironi
| Arbitro: | Brych |

|                     |           |                  |
| Hulk 28’ Kléber 51’ | Marcatori | 12’ Luiz Adriano |

| Arbitro: | Webb |

|                           |           |               |
| Širokov 20’ 63’ Danny 72’ | Marcatori | 10’ Rodríguez |

| Arbitro: | Gautier |

|          |           |            |
| Hulk 13’ | Marcatori | 19’ Aílton |

| Arbitro: | Rocchi |

|                               |           |                 |
| Aílton 42’ (rig.) Manduca 90’ | Marcatori | 89’ (rig.) Hulk |

| Arbitro: | Thomson |

|  |           |                           |
|  | Marcatori | 79’ Hulk 90+2’ (aut.) Raț |

| Porto 6 dicembre 2011, ore 20:45 CET | Porto            | 0 – 0 referto | Zenit San Pietroburgo | Estádio do Dragão (46 512 spett.)\| Arbitro: \| Velasco Carballo \| |
| Arbitro:                             | Velasco Carballo |               |                       |                                                                     |

### UEFA Europa League

#### Sedicesimi di finale
| Arbitro: | Çakır |

|            |           |                                      |
| Varela 27’ | Marcatori | 55’ (aut.) Álvaro Pereira 85’ Agüero |

| Arbitro: | Stark |

|                                           |           |  |
| Agüero 1’ Džeko 76’ Silva 84’ Pizarro 86’ | Marcatori |  |